# أخلاق العبيد (فلم)
فيلم مصري من إنتاج عام 2017 وبطولة خالد الصاوي، رامي غيط، يسرا اللوزي، سارة سلامة من تأليف عصام الشماع، أيمن مكرم وإخراج أيمن مكرم وكان مدير تصويره نزار شاكر وإنتاج الراحل حسين علي ماهر

## ملخص الفيلم
تدور أحداث الفيلم في إطار الدراما الاجتماعية حيث يعاني رجل الأعمال رضوان الجمال (خالد الصاوي) من اضطراب نفسي، يجعله عرضة لأي انهيار عصبي، يعود من الخارج إلى مصر محاولًا البدء من جديد لكن تعترض حياته العديد من المواقف التي تغير مجراها.

## الأبطال
| - خالد الصاوي - سارة سلامة:ريهام - يسرا اللوزي:داليا - كارولين خليل:مونيا - مراد مكرم:حمزة | - رامي غيط:حميدة - أماني كمال:سماح - أشرف فاروق:امين - محمد جمعة:سعيد | - منى مختار:زوجة زعتر - سلوى عثمان:اخت رضوان - لطفي لبيب:أبو سماح - محمد شرف:زعتر |

بالاشتراك مع
| - شادي أسعد:محمود - علا عبد الباقي:أم ريهام - أحمد فهمي: أبو ريهام - محمود إمام - أحمد سيف: شباب الحارة - سيد صلاح:زوج مونيا - كيرا الصباح : المذيعة | - محمود أبو زيد: زعيم العصابة التايلاندي - راندا عبد الرحمن:المشعوذة - كاتي:البلياتشو - ليدا:السيدة الاسيوية - رامي سعد: جارد - هبة مهداوي:سيدة كبيرة | - صلاح المصري:صاوي - فيصل:الرجل الأفريقي - توفيق إبراهيم: راضي - منار أحمد:بنت زعتر - باسل أحمد:أبن زعتر | - سلمى صبري:شيماء - هاني عويضة:شاب الخناقة - محمد إسماعيل:شاب الخناقة - سوشا:فتاة الليل - أحمد محمود:القزم |